# بيل لي (لاعب كرة قدم أمريكية)
بيل لي (بالإنجليزية: Bill Lee)‏ هو لاعب كرة قدم أمريكية أمريكي، ولد في 19 أغسطس 1911 في يوتاو في الولايات المتحدة، وتوفي بنفس المكان في 23 يونيو 1998.

## وصلات خارجية
- بيل لي على موقع مرجع كرة القدم المحترفة.كوم (الإنجليزية)
- بيل لي على موقع قاعة ألاباما للمشاهير الرياضية (مؤرشف) (الإنجليزية)